# Индостан
Индостан (на хинди: हिन्दुस्तान; на урду: ہندوستان, буквален превод: Земя на река Инд) е полуостров в Южна Азия с площ около 2 млн. km2. На запад се мие от водите на Арабско море, а на изток – от водите на Бенгалския залив на Индийския океан. Северната граница на полуострова условно се прекарва от делтата на река Инд на запад до делтата на Ганг на изток. На територията на полуострова са разположени значителна част от Индия, части от Пакистан и Бангладеш. На юг от него, в Индийския океан, се намират две островни държави – Шри Ланка и Малдиви..

## Геоложки строеж, полезни изкопаеми
Полуостров Индостан е част от древната докамбрийска Индийска (Индостанска) платформа, обхващаща също басейните на средните и горни течения на реките Инд, Ганг, Брахмапутра и остров Шри Ланка. Платформата е изградена от архайски гнайси, метаморфозирани гранити и вулканити, на места препокрити с чехъл от седиментни скали (виж статията География на Индия, раздел геоложки строеж). В края на кредата и началото на пелеогена в областта на съвременното Деканско плато се случват мощни изливания на базалти. По това време става и потъването на периферията на платформата по бреговете на Арабско море и Бенгалския залив. През кайнозоя продължава потъването на приокеанските огъвания и през миоцена възниква грабен – проток, отделящ Цейлонския хорст от останалата част на платформата. В края на кайнозоя по северозападните, северните и североизточните периферии на платформата се издигат крупните съоръжения на Сюлеймановите планини, Хималаите и др., а покрай техните подножия се образува система от предпланински огъвания.
Недрата на полуострова са богати на полезни изкопаеми. С метаморфните скали и гранитите на платформения фундамент са свързани големите находища на железни и манганови руди, злато, цветни метали, графит, редки елементи и др. Със седиментния чехъл са свързани находищата на въглища, нефт, диаманти и монцонити.

## Природа

### Релеф
Западното крайбрежие (Конкан и Малабарски бряг) на полуострова представлява тясна алувиална низина с малки заливи и скалисти носове, а източното (Короманделски бряг) – абразионна равнина с лагуни и хълмове, изградени от гранити и гнайси. Деканското плато (средна височина около 800 m) заема голяма част от полуострова и се характеризира със столово-стъпаловиден релеф на северозапад и широко разпространени полегати и хълмисти пенеплени, разположени върху кристалинна основа на изток. Неговият западен приповдигнат край (Западните Гхати) се спуска към океана със стръмни стъпала, а на изток се разполага група от блокови масиви с различен произход, обединени под общото название «Източни Гхати». В южната част на полуострова са разположени планините Нилгири, Пални, Анаймалай (връх Анаймуди 2698 m) и Кардамонови, разчленени на отделни масиви.

### Климат, води
Климатът на полуострова е субекваториален, мусонен. Средна януарска температура от 21°С на север до 29°С на юг, максимална през месец май до 40°С. Годишната сума на валежите в централните части е около 700 mm, а по наветрените склонове до 3000 mm. До 90% от валежите падат по време на летния мусон (от май до октомври).
Болшинството от реките пресичат полуострова от запад на изток и текат в тектонски долини, където широките алувиални равнини се редуват с теснини и дефилета. При вливането си в Бенгалския залив те често образуват делти. Реките от басейна на Арабско море са предимно къси, но с голяма денивелация. Изключения правят само по-големите реки Нармада и Тапти, течащи по северната му периферия. Подхранването им е предимно дъждовно, с мусонен режим и лятно-есенно пълноводие. Много често причиняват катастрофални наводниния. Плавателни за плитко газещи речни съдове са реките Годавари, Кришна и долните течения на Нармада и Тапти. Водите на всички широко се използват за напояване.

### Почви, растителност, животински свят
Почвите на полуострова са червеноцветни, а тези развити върху базалтите – черни тропически, т.нар. «регури». Естествената растителност е представена от влажни тропични вечнозелени гори по наветрените склонове на Западните Гхати, мусонни листопадни (от тиково и салово дърво), саванни гори и савани в централните части и мангрови гори в делтите.
Най-характерните дървесни видове са палми, камфорово дърво, тиково дърво, различни видове палисандрови и железни дървета. Естествените ландшафти на големи пространства са силно изменени от многовековната човешка дейност. Господства т.нар. културна савана.
Някои диви слонове все още се срещат в горите, но повечето са опитомени. Те се използват за пренасяне на тежки товари. Безконтролният лов и унищожаването на горите обричат на изчезване някои животни, като азиатските лъвове, гепардите и тигрите. Други, като индийският носорог, са почти изчезнали, но сега са под закрилата на закона. Често се срещат диви свине и биволите, а мангусти има из целия полуостров. Най-изветсното влечуго е кобрата. Сред многобройните птици е птицата майна, която е родствена на скорците и може да имитира човешката реч.

## Население
По брой на населението Индия заема второ място в света след Китай. Пакистан, с население 160 млн. души, е на шесто място, а Бангладеш – със 142,6 млн. души – на девето.

## Езици
В основата на много езици в този район е „санскрит“ – езика на арийските племена. В Индия се говорят 19 основни езика, повече от 1650 диалекта и някои наречия. Основните езикови групи са две – индоевропейската, включваща „хинди“ – най-често използвания говорим език, и дравидските езици – включително тамилският, който се говори предимно на юг. Английският също се използва от някои индийци.
Официалният език в Пакистан е „урду“, но най-много една десета от жителите го говорят като роден език. Повече се използват местните езици като „панджаб“, „пущуни“, „белуджи“ и други. В Бангладеш над 95% от жителите говорят официалния език – „бенгалски“.

## Религии
Прекрасни храмове, джамии и други религиозни сгради има навсякъде. В дворцовите комплекси като „Удайпур“ се намират възхитителни дворци, строени преди стотици години за принцовете. Днес индуистите представляват 80% от населението, а мюсюлманите – 12%.
В Индия има много християни, сикхи, будисти и джайнист. Ислямът, религията на мюсюлманите, е основна религия в Пакистан, Бангладеш и Малдиви.
Индуизмът е официалната религия на Непал, но тъй като страната е родното място на Буда, много непалци са съчетали вярванията и ритуалите на двете религии. Будизмът е основна религия в Бутан. В Шри Ланка синхалите изповядват будизъм, а „тамилите“ – индуизъм. Религиозните различия често прерастват в граждански размирици.
Религията и празниците представляват важна част от индийския живот. Много хора ходят на поклонение на свещените места като град Варанаси, на бреговете на река Ганг. Водите на Ганг се смятат за свещени.

## Селско стопанство
Повече от три пети от хората на полуостров Индостан живеят в села и се занимават със земеделие. Отглежда се най-много ориз – основната храна в Индия, Бангладеш и Шри Ланка. По добив на ориз Индия е на второ място в света след Китай. В Пакистан пшеницата е водещата култура. Чай се отглежда главно в Североизточна Индия, около Дарджилинг, в Асам, както и в Шри Ланка.
По-голямата част от селското население е бедно и живее в къщи от кал и слама. Индия е на първо място в света по брой на крави и биволи, но тези животни се смятат за свещени в индуистката религия и не могат да бъдат убивани за храна. Риболовът също е основен поминък.
Непалските шерпи живеят по южните склонове на Хималаите, където връх Еверест привлича много туристи. Дървеният материал се използва за готвене и отопление от местните жители и туристите, поради което от 1950 г. насам над една трета от горите в страната са изсечени.

## Индустрия
В Индостан има големи залежи на въглища, желязна руда и други минерали. Има и нефт, затова рафинериите са важна част от индустрията. Текстилната промишленост е водеща, а в Мумбай и Делхи се развива електрониката. Подправките заемат голям дял в производството на Индия.
В Бангладеш има слабо развита промишленост. Водещ отрасъл е обработката на юта. От нея се правят въжета, шнурове и брезенти.

## Градове и образование
В региона има 6 града, чието население надхвърля 5 милиона. Това са четирите индийски града: Мумбай, Калкута, Делхи  и Ченай , както и столицата на Бангладеш Дака и Карачи в Пакистан.
Шри Ланка има добра образователна система, но в останалата част от полуостров Индостан не могат да четат и да пишат.

## История
Индо-Гангската равнина е люлка на древни цивилизации. През III-II хилядолетие пр.н.е. тук процъфтявали градовете Харапа и Мохенджо Даро. Имали и писменост, която не е разчетена. Арийските племена нахлули в Индия около 1750 г. пр.н.е.
През IV век пр.н.е. Северна Индия и Пакистан били завладени от Александър Македонски. След това царете от династиите Маурия и Гупта създали голяма империя, в която изкуствата и скулптурата достигнали голям разцвет, а будизмът бил държавна религия.
Изкуствата и науките процъфтявали и в империята на Великите моголи (1526 – 2858), която обхващала целия полуостров. Моголите построили много красиви сгради, най-прочутата от които е Тадж Махал, по заповед на император Шах Джахан като гробница на любимата му съпруга.
През XVIII век започнала колонизацията на Индостан. Към края на века Индия, Пакистан и Бангладеш били част от огромна колония, наречена Британска Индия.

## Политика
През 1947 г. Великобритания дава независимост на Индия, като я разделя на две нови държави – Индия за индусите и Пакистан за мюсюлманите. В двете посоки започва придвижване на огромни маси бежанци (над 10 млн.). При срещата им избухват сблъсъци и кръвопролития, при които загиват около 1 млн. души.
През 1971 г. Източен Пакистан се откъсва и става отделна държава – Бангладеш.Шри Ланка става независима от Великобритания през 1948 г., а Малдивите – през 1968 г.
По времето на разделянето на Британска Индия статутът на Кашмир (на север) не е прецизно уреден. Част от територията сега се намира в Североизточен Пакистан, но основната част е в индийските щати Джаму и Кашмир. Бунтовниците и правителствата спорят дали Кашмир трябва да остане част от Индия, част от Пакистан или да е независим.